# Мултиплейър
Мултиплейър, или групова игра (от английски: multiplayer – много играчи), е режим при видеоигрите, при който в играта участват едновременно много играчи. Груповите игри позволяват на играчите да взаимодействат помежду си – като си помагат или като се борят един срещу друг. Груповите игри понякога изискват споделянето на едно устройство, използването на една мрежа или играене, при което информацията за действията се извлича, обработва и показва през общ информационен поток.